# 趙宗藎
參數所指定的目標頁面不存在，建議更正成存在頁面或直接建立下列一個頁面（建立前請先搜尋是否有合適的存在頁面可以取代）：
- 建王

趙宗藎，北宋宗室。宋太宗曾孙，赵元份之孙，赵允让第十八子，宋英宗的哥哥。
熙宁四年（1071年），宋神宗下詔，賜濮王子通州防禦使趙宗隱芳林園宅一區，計口計屋。後趙宗博、趙宗瑗、趙宗藎也是如此。熙宁八年（1075年），朝廷按照趙宗瑗母例贈郡夫人，贈邵州團練使趙宗藎所生母、永和縣太君皇甫氏永嘉郡太夫人。元丰三年（1080年），宋神宗下詔，濮安懿王子贈武寧軍節度使、同平章事、楚國公趙宗藎，可依趙宗治例，为一个儿子升官。趙宗藎追赠太师，追封建王，谥号孝良。

## 诸子
- 赵仲江，昌国公
- 赵仲佹，广平侯
- 赵仲邮，安康郡公
- 赵仲的，荣国公，谥孝节
- 赵仲悘，太子右内率府府率
- 赵仲葴，华阴侯